# Mara (rivière roumaine)
Pour les articles homonymes, voir Mara.
La Mara est une rivière de montagne du nord de la Roumanie dans le județ de Maramureș.

## Géographie
La Mara prend sa source dans les monts Gutâi (Munții Gutâiului), près du col de Gutâi, à environ 850 m d'altitude, et coule dans le sens sud-nord  vers Vadu Izei où elle se jette dans l'Iza, à 300 m d'altitude.
En amont du village de Mara, elle est appelée Valea Brazilor.
Elle traverse successivement les localités de Mara, Desești, Hărvacești, Sat Șugatag, Giulești, Berlești et Vadu Izei.

## Hydrographie
La Mara est un affluent de la rive gauche de l'Iza et un sous-affluent de la Tisza. 